# کامبوروپیتیا
کامبوروپیتیا (به لاتین: Kamburupitiya) یک منطقهٔ مسکونی در سری‌لانکا است که در استان جنوبی (سری‌لانکا) واقع شده‌است.